# Jatropha orangeana
Jatropha orangeana är en törelväxtart som beskrevs av Moritz Kurt Dinter och P.G.Mey.. Jatropha orangeana ingår i släktet Jatropha och familjen törelväxter. Inga underarter finns listade i Catalogue of Life.